# Шабурова, Мария Александровна
Мария Александровна Шабурова (1902, посёлок Лысьвенского завода, Пермская губерния, Российская империя — 1982, Москва, РСФСР) — советский партийный и государственный деятель, народный комиссар социального обеспечения РСФСР (1937—1939).

## Биография
Член РКП(б) с 1919 г. Образование — слушательница Пермской губернской школы советского и партийного строительства.
Находилась на партийной работе (Пермская губерния, Уральская область).
- 1929—1930 гг. — заведующая отделом работниц Уральского областного комитета ВКП(б),
- 1930—1932 гг. — заместитель заведующего отделом агитации и массовых кампаний ЦК ВКП(б), заведующая сектором массовой работы среди работниц и крестьянок отдела агитации и массовых кампаний ЦК ВКП(б),
- 1931—1937 гг. — главный редактор журнала «Работница»,
- 1934 г. — утверждена членом Комиссии партийного контроля при ЦК ВКП(б),
- 1937—1939 гг. — народный комиссар социального обеспечения РСФСР,
- 1941—1957 гг. — в ВЦСПС.

## Награды и звания
Награждена орденом Трудового Красного Знамени.